# My Funny Valentine
 (octobre 2022).
Pour les articles homonymes, voir Valentine.
My Funny Valentine est une chanson de Richard Rodgers et Lorenz Hart tirée de la comédie musicale américaine Place au rythme (Babes in Arms) de 1937. Après avoir été enregistrée par Chet Baker, Frank Sinatra et Miles Davis, la chanson est devenue un standard de jazz populaire, apparaissant sur plus de 1 300 albums de plus de 600 artistes.

## Interprétations notables
- 1952 : Chet Baker / Gerry Mulligan, My Funny Valentine
- 1953 : Frank Sinatra, Songs for Young Lovers (en) et jusqu'à des dizaines de prestations "live"
- 1956 : Ella Fitzgerald, Ella Fitzgerald Sings the Rodgers & Hart Song Book (en)
- 1957 : miles davis quintet

Cookn’ with the miles davis quintet
- 1958 : Dolores Duran
- 1959 : Johnny Mathis
- 1960 : Dinah Shore avec André Previn, Dinah Sings, Previn Plays (en)
- 1962 : Bill Evans et Jim Hall, Undercurrent
- 1967 : Barbra Streisand, Simply Streisand (en)
- 1967 : Joe Dassin, Les Deux Mondes de Joe Dassin
- 1976 : Dolly Parton
- 1979 : Elvis Costello, Taking Liberties
- 1981 : Julie London My Funny Valentine (bande originale du film L'Anti-gang)
- 1982 : Rickie Lee Jones, Girl at Her Volcano (EP)
- 1984 : Michel Petrucciani, Note n'Notes
- 1985 : Nico, Camera obscura
- 1986 : Billy Eckstine, Billy Eckstine Sings with Benny Carter (en) avec Bobby Tucker (Verve, Emercy)
- 1989 : Michelle Pfeiffer, The Fabulous Baker's boys de Steve Close avec Michelle Pfeiffer, Beau et Jeff Bridges
- 1990 : Carly Simon, My Romance (en)
- 1994 : Van Morrison, A Night in San Francisco (en)
- 1999 : Damien Saez, Jours étranges
- 1999 : Rev Run et sa femme Justine Simmons
- 2001 : Kristin Chenoweth, Let Yourself Go
- 2004 : Angela McCluskey, The Things We Do
- 2005 : Rufus Wainwright, Sweetheart
- 2007: Wafa Ghorbel l'adapte et l'interprète en arabe tunisien, en duo avec le pianiste jazz Edouard Bineau[1]
- 2013 : Alice Fredenham, Britain's got talent
- 2013 : Tricky, False Idols
- 2015 : Robert Francis
- 2015 : Viktor Lazlo sur scène dans son récital 3 Femmes
- Miles Davis
  - 1956 : Cookin' with the Miles Davis Quintet avec John Coltrane
  - 1958 : Jazz at the Plaza avec Bill Evans et John Coltrane
  - 1964 : My Funny Valentine/The Complete Concert

### Au cinéma
- 1957 : Trudy Erwin (doublage pour Kim Novak) dans La Blonde ou la Rousse.
- 1989 : Michelle Pfeiffer dans Susie et les Baker Boys (The Fabulous Baker Boys).
- 1999 : Matt Damon dans Le Talentueux Mr. Ripley.
- 2007 : Saleh Bakri dans La Visite de la fanfare d'Eran Kolirin.
- 2015 : Chris Evans et Alice Eve dans Before We Go
- 2017 : Ethan Hawke dans Born to be blue

### À la télévision
- 1999  : Dans l’épisode 15 de Cowboy Bebop [ My Funny Valentine]
- 2011 : Jenna Ushkowitz chante la musique dans la série Glee.
- 2011 : Vanessa Williams en chante un morceau dans la série Desperate Housewives.
- 2013 : James Pickens Jr. et Loretta Devine en chantent un morceau dans la série Grey's Anatomy.
- 2018 : Dans l'épisode Ha-Ha Land dans la saison 29 des Simpson, Nelson la chante à Lisa

## Anecdote
Le nom de la chanson a été donné à une espèce d'araignées, Funny valentine.